# تنبؤ بتآثر بروتين-بروتين

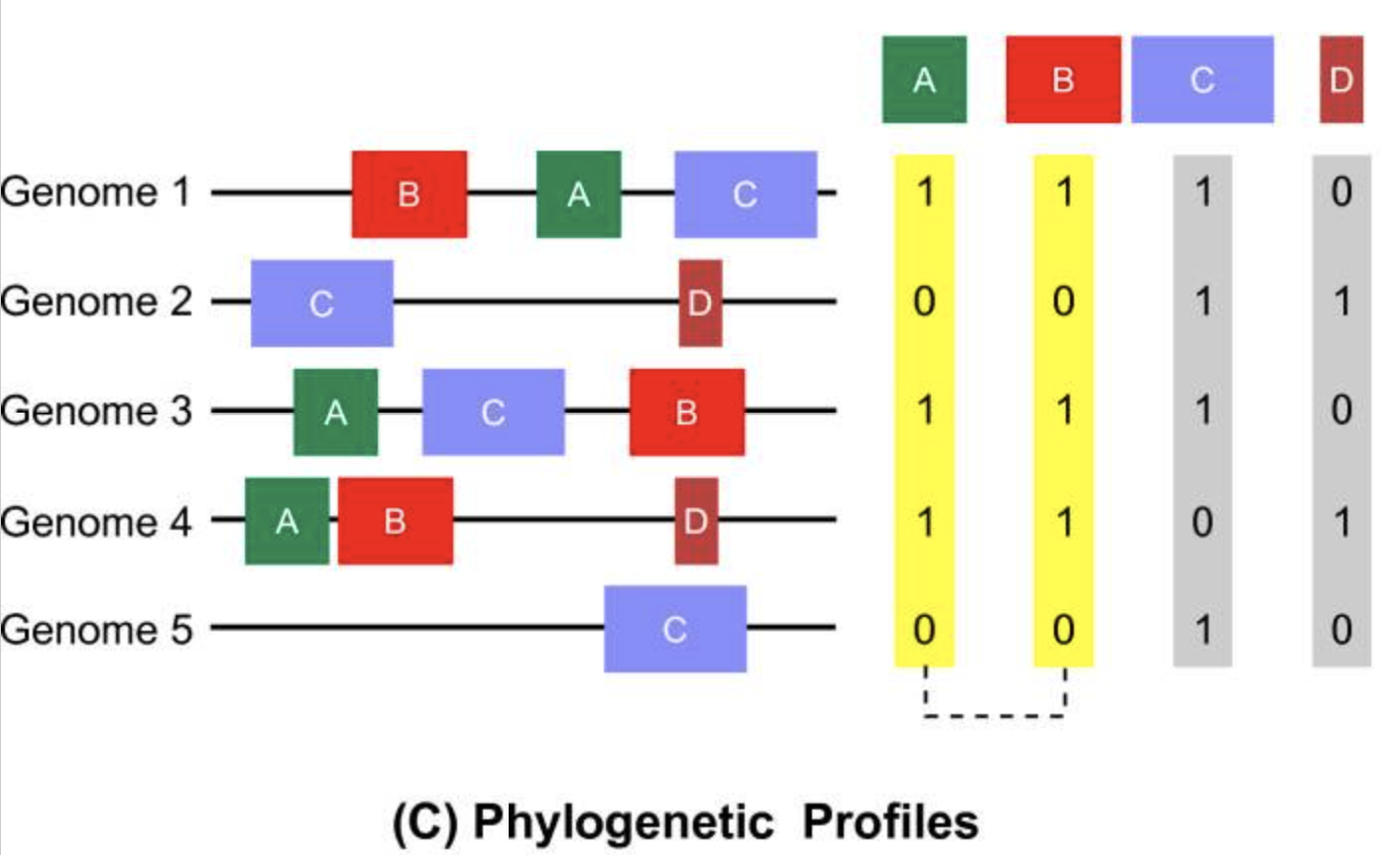
برفلة تطور السلالات: بروفايلات فيلوجينية لأربع جينات (C ،B ،A وD) مبينة يمينا. الرقم 1 يرمز لتواجد الجين في الجينوم و0 إلى غيابه. البروفايلان المتماثلان A وB موضحان بالأصفر.

التنبؤ بتآثر بروتين-بروتين (بالإنجليزية: Protein–protein interaction prediction)‏ هو مجال يجمع بين المعلوماتية الحيوية وعلم الأحياء البنيوي في محاولةٍ لتحديد وفهرسة التآثرات الفيزيائية بين أزواج أو مجموعات البروتينات. فهم تآثرات البروتين-بروتين مهم في سبيل تقصي مسارات التأشير داخل الخلوية، نمذجة وتحديد بنُى المركبات البروتينية وللحصول على رؤىً وأفكارٍ حول مختلف العمليات البيوكيميائية.
تجريبيا، يمكن استنتاج التآثرات الفيزيائية بين أزواج البروتينات من خلال العديد من التقنيات منها: أنظمة الهجينين الخميري، مقايسة تتام القطعة البروتينية [الإنجليزية] (PCA)، التنقية حسب الألفة/ مطيافية الكتلة، مصفوفات البروتين الدقيقة، انتقال طاقة رنين فورستر [الإنجليزية] (FRET) والرحلان الحراري ميكروي النطاق [الإنجليزية] (MST). هنالك مجهودات جارية لتحديد التآثروم الخاص بالعديد من الأجناس. عادة ما توفر التآثرات المحدَّدَة تجريبيا الأساس للتقنيات الحاسوبية للتنبؤ بالتآثرات المماثلة والشبيهة، على سبيل المثال: استخدام تسلسل بروتيني متماثل بين عدة أجناس. مع ذلك توجد طرق تتنبؤ بتآثرات جديدة من دون وجود معلومات سابقة حول تآثرات مماثلة.